# Municipio de Wilcox (Míchigan)
El municipio de Wilcox (en inglés: Wilcox Township) es un municipio ubicado en el condado de Newaygo en el estado estadounidense de Míchigan. En el año 2010 tenía una población de 1098 habitantes y una densidad poblacional de 12,5 personas por km².

## Geografía
El municipio de Wilcox se encuentra ubicado en las coordenadas 43°36′20″N 85°44′7″O / 43.60556, -85.73528. Según la Oficina del Censo de los Estados Unidos, el municipio tiene una superficie total de 87.85 km², de la cual 83.99 km² corresponden a tierra firme y (4.4%) 3.87 km² es agua.

## Demografía
Según el censo de 2010, había 1098 personas residiendo en el municipio de Wilcox. La densidad de población era de 12,5 hab./km². De los 1098 habitantes, el municipio de Wilcox estaba compuesto por el 94.81% blancos, el 1.09% eran afroamericanos, el 1.55% eran amerindios, el 0.82% eran asiáticos, el 0.09% eran isleños del Pacífico, el 0.27% eran de otras razas y el 1.37% pertenecían a dos o más razas. Del total de la población el 1.46% eran hispanos o latinos de cualquier raza.